# Stazione di Grumello Cremonese
La stazione di Grumello Cremonese era posta lungo la linea Cremona-Iseo della Società Nazionale Ferrovie e Tramvie attivata per tratte a partire dal 1911 e soppressa nel 1956, a servizio dell'omonimo comune.

## Storia
La stazione fu attivata nel 1926,al completamento della ferrovia Cremona-Soresina, la quale fu a sua volta prolungata fino a Iseo nel 1932.
L'impianto era gestito dallaSocietà Nazionale Ferrovie e Tramvie (SNFT).
In conseguenza al clima politico del secondo dopoguerra, sfavorevole agli investimenti nel trasporto ferroviario, per poter accedere ai finanziamenti statali la società esercente si vide costretta a sopprimere la linea.